# Henri-Jean Rigel
Henri-Jean Rigel (* 11. Mai 1772 in Paris; † 16. Dezember 1852 in Abbeville) war ein französischer Komponist, Pianist und Dirigent.

## Leben
Rigel erhielt seine musikalische Ausbildung zunächst durch seinen Vater Henri-Joseph Rigel (1741–1799), ab 1784 besuchte er die École Royale de Chant. 1794 erschien sein erstes gedrucktes Werk, die Trois sonates pour le forte-piano op. 1. Von 1795 bis 1797 war er Professor am neugegründeten Conservatoire National. 1798 nahm er am Ägyptenfeldzug teil und wurde Musikdirektor des neugegründeten Französischen Theaters in Kairo, für das er 1799 die einaktige Opéra comique Les deux meuniers schrieb.
Nach seiner Rückkehr nach Frankreich im Jahr 1800 wurde er zu einem der angesehensten Klavierlehrer seiner Zeit; Napoleon verlieh ihm den Titel des pianiste de la musique particulière de l'Empereur et Roi. Zu seinen späteren Schülern gehörte der französische Komponist und Organist César Franck (1822–1890).